# أنيماكس
أنيماكس (بالإنجليزية: Animax)‏ (باليابانية: アニマックス) هي شبكة قنوات فضائية مختصة في بث الأنمي. يقع مقرها الرئيسي في حي ميناتو، طوكيو، اليابان. أسس ويساهم في الشبكة كل من شركة سوني للصور، وإستوديوهات إنتاج الأنمي: طوكيو موفي شينشا، توي أنيميشن، سنرايز.
تقدم أنيماكس خدماتها في جميع أنحاء اليابان بالإضافة إلى تايوان وهونغ كونغ وكوريا الجنوبية وجنوب شرق آسيا، وأمريكا الجنوبية، في الآونة الأخيرة بدأت أنيماكس البث في أوروبا (تحديدا في ألمانيا، رومانيا، المجر، جمهورية التشيك في عام 2007، وسلوفاكيا وإسبانيا والبرتغال في عام 2008، وقريبا سيبدأ البث في كل من بريطانيا وبولندا وإيطاليا وفرنسا وعدة بلدان أوروبية أخرى). بالإضافة إلى تقديم البث في بعض بلدان جنوب إفريقيا وأستراليا.
و تعدّ أنيمكس أول وأكبر شبكة تبث الأنيمي لمدة 24 ساعة متواصلة. ويتابع شبكة قنواتها أكثر من 89 مليون يتكلمون 17 لغة في أكثر من 60 بلدا حول العالم.
أصل كلمة أنيماكس هي دمج كلمتي «أنمي» (animé アニメ؟) و«ماكس» (マックス، makkusu؟).

## التاريخ
في 20 مايو، 1998 أنشأت شركة سوني شبكة أنيماكس وكان اسمها الكامل وقتها أنيماكس اليابان للبث (بالإنجليزية: Animax Broadcast Japan Inc.)‏ (باليابانية: 株式会社アニマックスブロードキャスト・ジャパン). بشكل عام بداية يوليو من نفس السنة هو التاريخ المعروف لانطلاق الشبكة.

## وصلات خارجية
- موقع أنيماكس الرسمي باللغة اليابانية.
- موقع أنيماكس العالمي باللغة الإنجليزية.